# Georges Couthon
George Auguste Couthon (22 de diciembre de 1755 - 28 de julio de 1794) fue un revolucionario francés. Nació en Orcet, Clermont, población de la región de Auvernia. Estudió derecho, licenciándose en Clermont en 1785. Destacándose por su integridad y por su disposición de generosidad y de buen corazón, su salud era precaria, teniendo ambas piernas paralizadas.
En 1787 fue nombrado miembro de la asamblea provincial de Auvernia.
Durante el estallido de la revolución, Couthon, ya miembro de la municipalidad de Clermont-Ferrand, publicó el manifiesto "L´Aristocrate converti", en la cual se declaraba liberal y un defensor de la monarquía constitucional.
Al convertirse en persona muy popular, fue elegido presidente del tribunal de Clermont en 1791, y en septiembre del mismo año fue elegido diputado de la Asamblea Nacional Legislativa. Sus puntos de vista mientras tanto se fueron radicalizando debido al intento de fuga de Luis XVI, lo que le volvió hostil al monarca. Una visita a Flandes por razones de salud le puso en contacto con Dumouriez hacia el cual sentía una verdadedera simpatía.

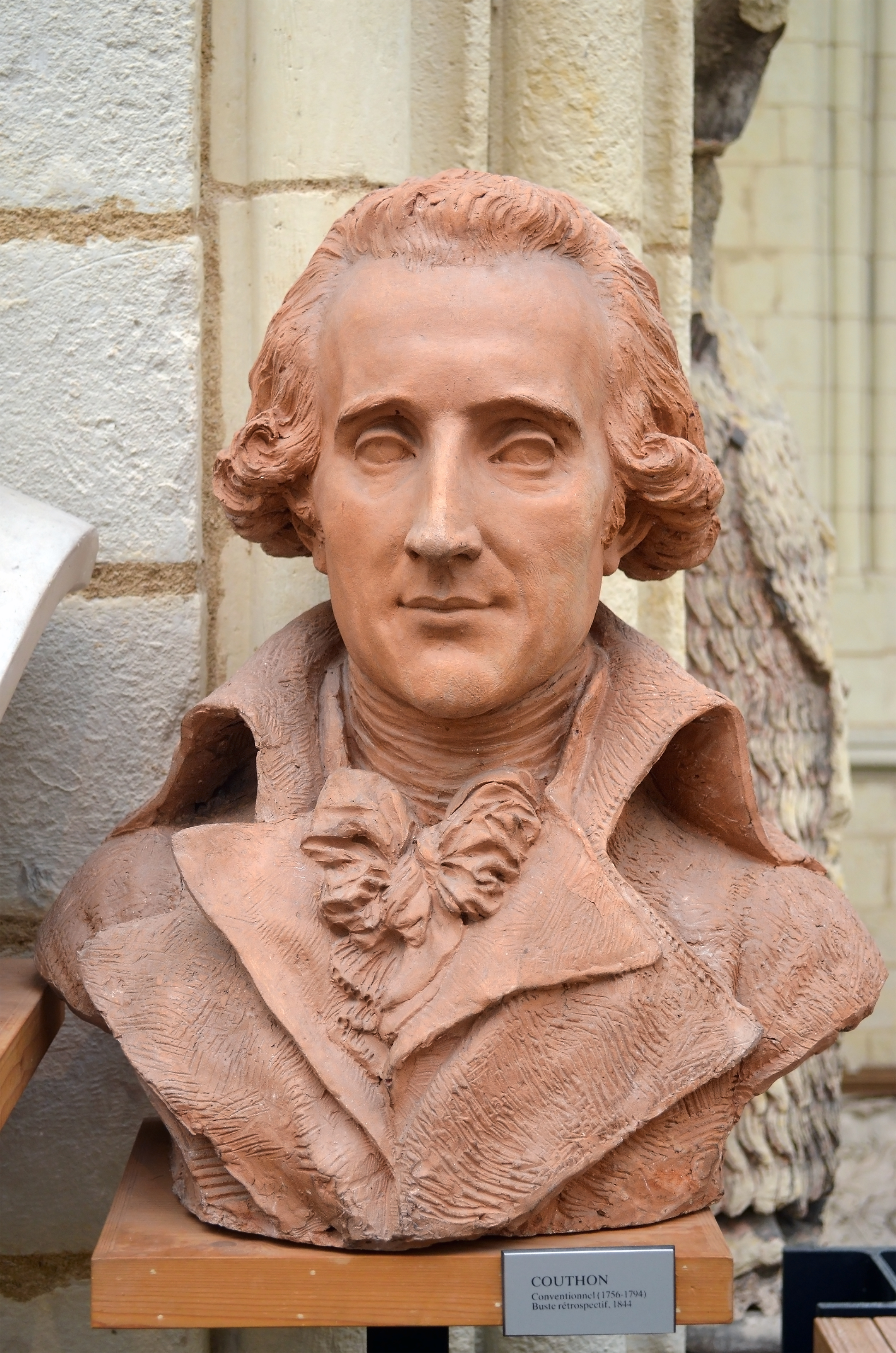
Georges Couthon, David d'Angers

En septiembre de 1792 fue elegido diputado de la Convención Nacional, y durante el juicio al rey votó por la sentencia de muerte sin posibilidad de apelación. Vaciló durante un tiempo respecto a qué partido de la Convención unirse. Finalmente optó por el de Robespierre, con el cual compartía muchas opiniones, en especial en materia de religión. Fue el primero en pedir el arresto de los girondinos. El 30 de mayo de 1793 fue nombrado miembro del Comité de Salud Pública, y en agosto fue enviado por la Convención como uno de sus comisionados adscritos al ejército que sitiaba la ciudad de Lyon. Impaciente por los lentos progresos de las fuerzas revolucionarias, él mismo se encargó de reclutar un ejército de 60000 hombres en Puy de Dôme, al cual condujo hasta Lyon, que fue tomada en octubre de ese año. Aunque la Convención decretó que la ciudad fuera arrasada, haciendo caso omiso, Couthon obró con moderación, cosa que no hizo su sucesor en el cargo, Collot d´Herbois, que desencadenó una sanguinaria represión en la ciudad.
Couthon regresó a París y el 21 de diciembre fue elegido presidente de la Convención. Contribuyó al procesamiento de los hebertistas y fue responsable de la ley del 22 Pradial, la cual establecía que en caso de comparecer ante un tribunal revolucionario, el acusado sería privado de recursos tales como el de abogado o testigos, con el pretexto de abreviar lo máximo posible el proceso. Durante la crisis que precede a 9 Termidor, Couthon demostró un considerable valor, ya que desistió de hacer un viaje a Auvernia para, tal como él escribió, "ser lo suficiente fuerte como para morir o triunfar junto a Robespierre y la libertad". Arrestado con Robespierre y Saint Just, sus compañeros en el triunvirato durante el Reinado del Terror y sujeto a indescriptibles sufrimientos e insultos fue llevado al patíbulo en el mismo carro junto con Robespierre el 28 de julio de 1794 (10 Termidor).
- Datos: Q270668
- Multimedia: Georges Couthon / Q270668